# Disney Infinity
Disney Infinity — це пригодницька відеогра, розроблена Avalanche Software і випущена Disney Interactive Studios. Була анонсована у 2010 році і на її розробку було витрачено близько $100 млн. Подібна до гри Skylanders, розробленої компанією Activision. У грі використовуються інтерактивні фігурки, що дозволяють героям мультфільмів Disney та Pixar бути учасниками пригод. Гра була випущена для Xbox 360, PlayStation 3, Wii і Nintendo 3DS. Також існує мобільна версія для планшетів Windows та iPad. Крім інтерактивних фігурок існують 3 набори чарівних жетонів (57 жетонів). Жетони можуть збільшувати силу персонажа.

## Toy Box
Toy Box (коробка з іграшками) — це режим гри, що дозволяє гравцю створити їх власну гру. Гравці можуть додавати різні предмети, зброю, тощо і створювати свій власний світ.

## Чарівні Жетони
Чарівні жетони допомагають урізноманітнити гру і додати до неї нові можливості. Існує 3 серії чарівних жетонів. Вони бувають круглими та шестикутними. Залежно від форми та кольору жетона змінюються можливості гравця.